# Uomo di Lindow

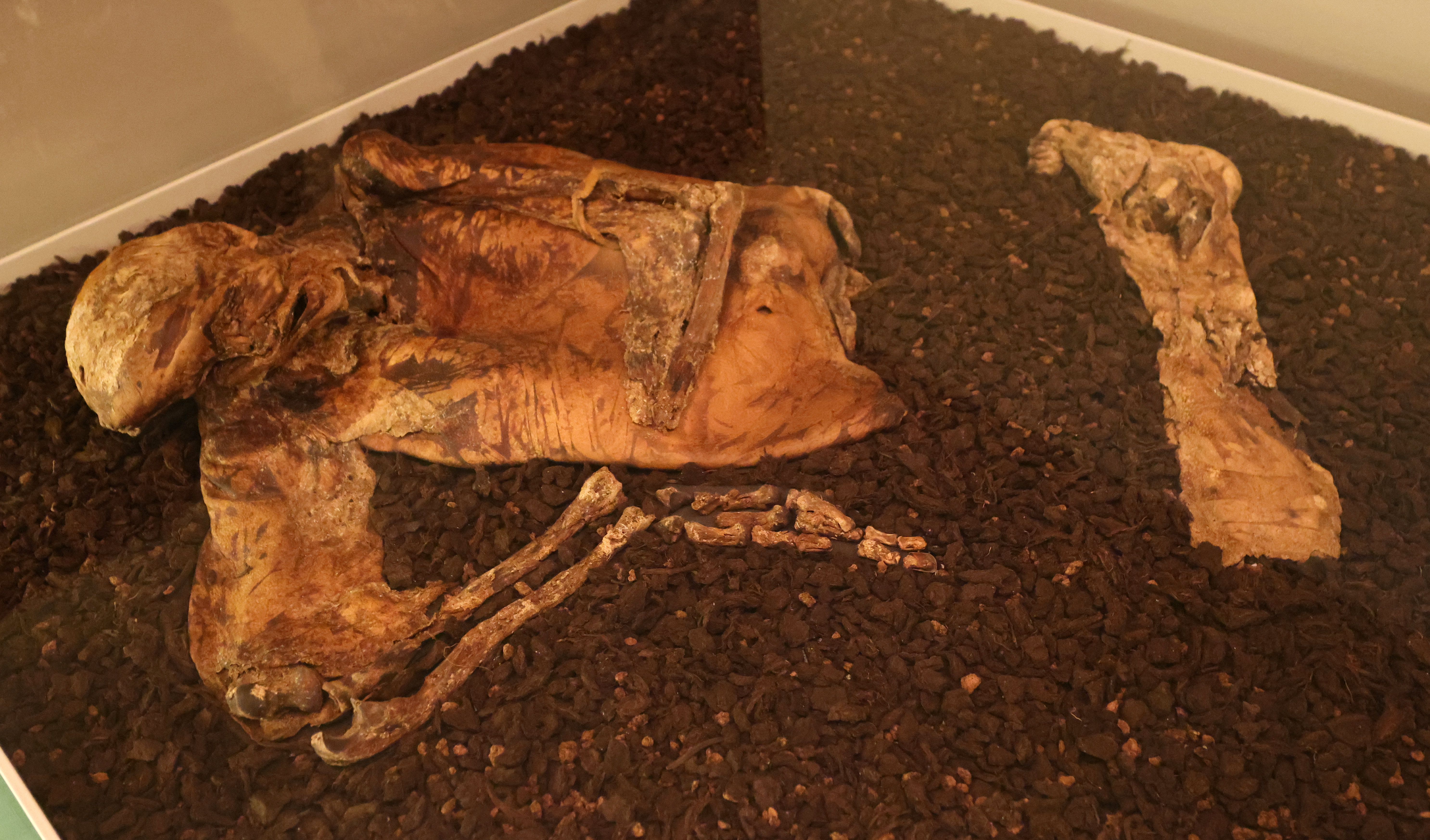
L'uomo di Lindow

L'uomo di Lindow è una classica mummia di palude, rinvenuta in una torbiera sita in località Lindow Moss nei pressi di Wilmslow, nella contea inglese dello Cheshire, il 1º agosto 1984. Al momento della scoperta, il corpo fu ribattezzato "Pete Marsh" (gioco di parole basato su peat marsh" - torbiera) dai giornalisti locali. Il corpo è stato liofilizzato per garantire la sua conservazione e di solito è in mostra nella galleria 50, recentemente ristrutturata, al British Museum, Londra. Il suo contenitore è quello con il clima più controllato di tutto il museo, ed è talmente sensibile che anche durante la recente ristrutturazione, si è ritenuto più saggio lasciare il corpo dove si trovava che spostarlo altrove.

## Interpretazioni archeologiche
La datazione al radio-carbonio indica come data della morte un intervallo di tempo che va dal 2 a.C. al 119 d.C. La mummia di palude appartiene a un uomo di circa 25 anni di età, alto tra i 168 e i 173 cm (altezza non comune al tempo) e del peso di circa 60 kg. L'uomo sembra aver subito un "rituale" di tripla morte; infatti la vittima, oltre a non avere alcun vestito tranne una fascia di pelliccia di volpe attorno al braccio, ha subito tre colpi alla testa seguiti dal taglio della gola e successivamente fu sepolto a faccia in giù nella torbiera. Ciò sembra indicare l'esistenza di un ben preciso rituale celtico, in quanto questa religione si basa su un concetto di triplicità rappresentato in questo caso dalla triplice esecuzione. Comunque gli studiosi sono tra loro divisi, in quanto non sono d'accordo se si tratta di un sacrificio umano, un'esecuzione o di entrambe le cose. La pratica dei sacrifici umani tra i Celti è molto discussa e non è chiara, come le fonti storiche che ci parlano di loro, generalmente stilate da nemici.

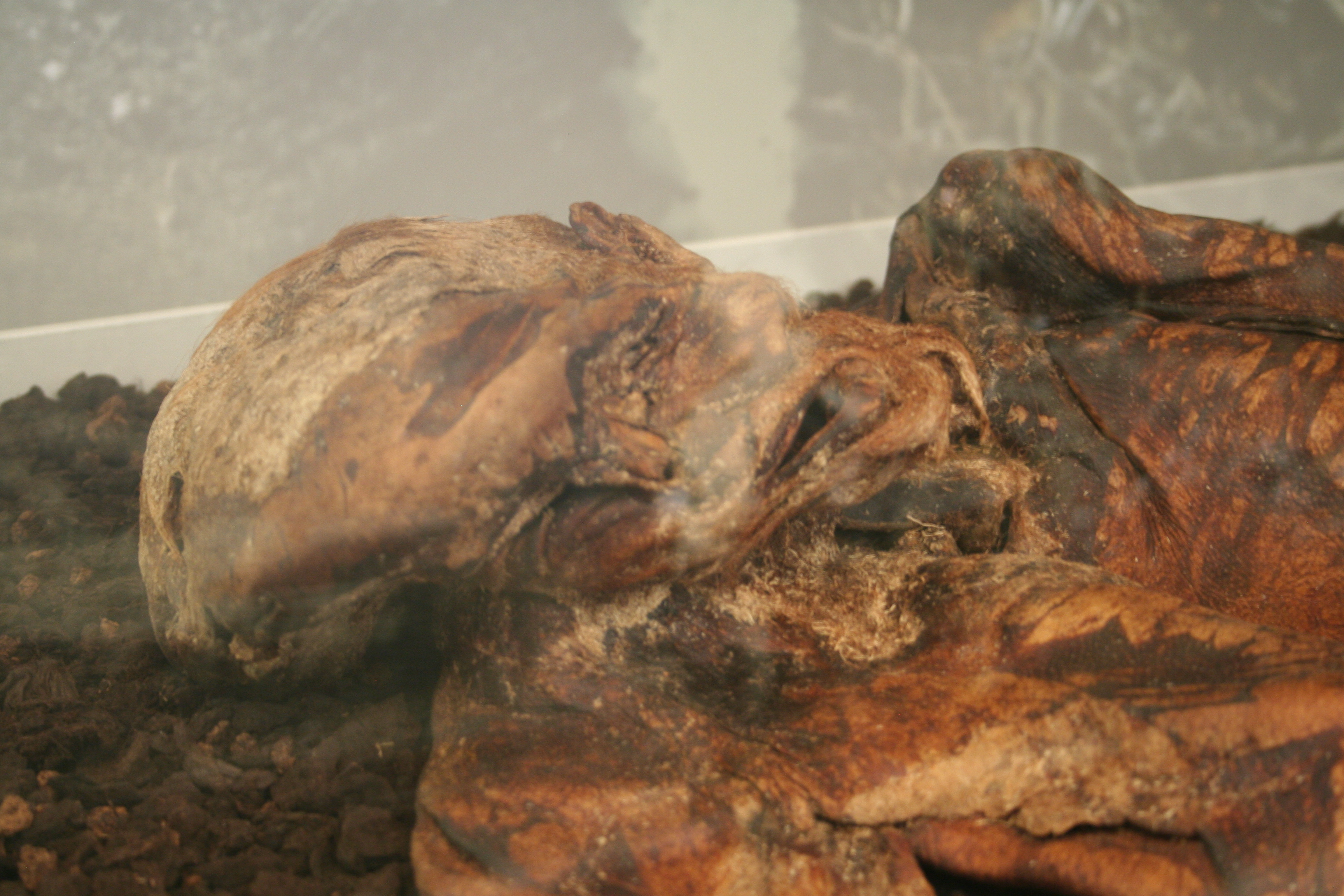
Si possono distinguere alcuni lineamenti del viso

Il corpo fu scoperto da due operai che lavoravano al trituratore di torba, Andy Mould e Stephan Dooley, intenti a cercare pezzi di legno o rocce nel materiale da trattare quando notarono qualcosa simile ad un pallone forato. Una volta rimossi alcuni pezzi di torba ancora attaccati all'oggetto scoprirono che si trattava di un cranio umano e contattarono la polizia. La testa aveva ancora i capelli attaccati al cuoio capelluto, il bulbo oculare sinistro ancora intatto e pezzi di tessuto cerebrale ancora visibili. Nei tempi successivi furono scoperte altre parti del corpo dell'uomo tra cui le braccia molto deteriorate, il busto e il piede destro nel 1984 e nel 1988 i glutei e la coscia destra.
L'ambiente acido e anaerobico aveva conservato il contenuto del suo stomaco: il suo ultimo pasto consisteva in gran parte in cereali abbrustoliti: grano, crusca e orzo (risultato forse del pasto di una focaccia), cosa che identifica l'uccisione più come un sacrificio che come un'esecuzione. La presenza di polline di vischio nello stomaco della vittima è altamente suggestiva, date le molte associazioni del vischio con i druidi. Inoltre il vischio è una pianta velenosa che notoriamente causa convulsioni, ed è improbabile che sia stato ingerito accidentalmente. Tuttavia, come Gordon Hillman (1986) ha fatto notare, il polline trovato nel suo stomaco molto probabilmente rappresenta il polline che è stato catturato dalla fioritura dei cereali, che successivamente fu ingerito insieme al pasto.
La dottoressa Anne Ross ha suggerito che l'uomo di Lindow sia stato un druido, come si intuisce dalle poche tracce di usura da lavoro sul suo corpo. La studiosa ha proposto che sia stato sacrificato, forse durante la festività di Beltane, dopo un pasto simbolico di pane di grano bruciato. Diverso, invece, il parere dello scrittore John Grigsby, il quale sostiene che la vittima possa essere stata sacrificata interpretando il ruolo di una divinità morente e poi rinascente, come Attis o Osiride. La sua tesi è supportata dal fatto che l'analisi chimica della pelle ha messo in evidenza il fatto che l'uomo fu decorato con una sostanza vegetale di colore verde.

## Analisi paleopatologica
Lo studio clinico paleopatologico del corpo ha riscontrato la presenza di alcune non rilevanti patologie nell'uomo. Questo era affetto da una lievissima osteoartrite; inoltre la tomografia assiale computerizzata ha scoperto alterazioni in alcune vertebre causate da sforzi e conseguenti deformazioni. La presenza inoltre di uova di parassiti intestinali ha rivelato che soffrisse di una infestazione diffusa da parte di nematodi, che tuttavia non dovrebbero avergli provocato se non lievi disturbi. L'uomo di Lindow godeva perciò complessivamente di buona salute ed era di solida costituzione. Il suo gruppo sanguigno era 0, comune alla maggior parte della popolazione britannica attuale.

## Altri ritrovamenti
La località Lindow Moss ha restituito altri resti umani oltre a quelli dell'uomo di Lindow. Un frammento di un altro corpo, denominato Donna di Lindow, fu precedentemente scoperto nelle vicinanze, nel 1983, dai lavoratori della torbiera che avevano scoperto un cranio parzialmente decomposto. A seguito della relazione preliminare forense, la polizia concluse che il cranio apparteneva ad un individuo europeo di sesso femminile di età compresa tra i 30 e 50 anni e cercò di fare confessare l'omicidio della moglie, avvenuto 20 anni prima, ad un abitante del luogo. Peter Reyn-Bardt confessò di aver effettivamente violentato la moglie e poi di averla uccisa e gettata nella torbiera. 	
Successivamente, il laboratorio di ricerca archeologica di Oxford, eseguì una datazione al radio-carbonio del reperto e giunse alle conclusione che il cranio apparteneva ad un uomo morto 2000 anni prima.